# Michael Arden
Michael Jerrod Moore (ur. 6 października 1982 w Midland) – amerykański aktor teatralny, filmowy, telewizyjny i głosowy, także reżyser teatralny. W 2004 otrzymał nagrodę honorową Tony Award.

## Filmografia

### Filmy
- 2006: Dobry agent jako aktor Pinafore
- 2009: The Cave Movie jako Sam
- 2009: Ślubne wojny jako Kevin, asystent Liv
- 2011: Kod nieśmiertelności jako Derek Frost
- 2013: Over/Under (TV) jako przyjaciel Paula do picia
- 2014: My Eleventh jako piosenkarz
- 2016: So B. It jako Elliot

### Seriale TV
- 2006: Wzór jako Whitley
- 2006: Chirurdzy jako Neal Hannigan
- 2008: Kaszmirowa mafia jako Denis
- 2009: The Return of Jezebel James jako Buddy
- 2009: Kości jako Harold Prescott
- 2009: Podkomisarz Brenda Johnson jako James Clark
- 2009: Kings jako Joseph Lasile
- 2010: Bezimienni jako James Poole
- 2011: Żona idealna jako Finn
- 2011: Off the Map: Klinika w tropikach jako Pher
- 2011: Unforgettable: Zapisane w pamięci jako Joe Williams
- 2012: Świętoszki z Dallas jako wielebny Steve Stewart
- 2012: Mentalista'' jako Evan Kress
- 2012: Siostra Jackie jako Gabe
- 2012: Niezwykłe życie Timothy’ego Greena jako Doug Wert
- 2012: Bananowy doktor jako Homer
- 2012–2014: Jeden gniewny Charlie jako Patrick
- 2019: Wspaniała pani Maisel jako Milken Prince